# Mitracarpus steyermarkii
Mitracarpus steyermarkii är en måreväxtart som beskrevs av Elsa Leonor Cabral och Nélida María Bacigalupo. Mitracarpus steyermarkii ingår i släktet Mitracarpus och familjen måreväxter. Inga underarter finns listade i Catalogue of Life.